# Grigor Welew
Grigor Welew (ur. 22 stycznia 1935 w Chaskowie, zm. 4 października 2020 w Sofii) – bułgarski lekarz i polityk.
W 1958 ukończył studia na Wojskowej Akademii Medycznej w Płowdiwie. Od 1985 jest profesorem na tej uczelni.
Jest również założycielem i prezesem Partii Zjednoczonej Bułgarii, głoszącej hasła nacjonalistyczne. Wziął udział w wyborach prezydenckich w 2006.